# 張祥 (隋)
張 祥（ちょう しょう、生没年不詳）は、隋の軍人。本貫は京兆郡。

## 経歴
若くして楊堅に知られ、後に召されて丞相参軍事となった。隋の開皇年間、并州司馬に累進した。604年（仁寿4年）、漢王楊諒が挙兵すると、その部将の劉建が井陘を攻撃した。張祥は官軍に属して抗戦したが、劉建が城下に火をかけたため、民家が火災を起こした。このとき張祥が城側の西王母廟に泣いて降雨を祈願すると、廟上に雲が起こり、まもなく驟雨が降って、火は消し止められたと伝えられる。城の兵士たちは張祥の至誠が神に届いたものと噂して、士気を高めた。井陘城が包囲を受けること1月あまり、李子雄の援軍がやってくると、劉建は敗走した。張祥は防戦の功績により開府の位を受け、汝州刺史・霊武郡太守を歴任し、入朝して都水監となった。在官のまま死去した。

## 子女
- 張季珣（大業末年に鷹撃郎将となり、箕山を守備して李密と翟譲の包囲を受け、食糧が尽きて陥落すると翟譲に殺害された）
- 張仲琰（大業末年に上洛県令となり、唐軍に抵抗して部下に殺害された）
- 張琮（千牛左右となり、宇文化及の乱で殺害された）

## 伝記資料
- 『隋書』巻71 列伝第36
- 『北史』巻85 列伝第73